# شهرآشوب (فیلم ۱۳۸۴)
شهرآشوب دهمین فیلم سینمایی یدالله صمدی در مقام کارگردان است و ساختهٔ سال ۱۳۸۴ خورشیدی است.

## بازیگران
1. حسین یاری
2. جعفر دهقان
3. محمود پاک نیت
4. سام درخشانی
5. الهام حمیدی
6. سعید نیک پور
7. رویا تیموریان
8. پروانه احمدی
9. روح‌الله مهرابی[۲]
10. شیوا مکی نیان
11. پدرام باقری

## خلاصه فیلم
روایت زندگی پرفراز و نشیب غیاث‌الدین جمشید کاشانی، ریاضی‌دان و منجم شهیر ایرانی و معین‌الدین کاشانی، یار و همکار دیرینهٔ اوست. این دو به دعوت الغ بیگ، حاکم سمرقند راهی سفر می‌شوند تا در آنجا رصدخانه‌ای عظیم بنا کنند، رصدخانه ساخته می‌شود، اما سازندگان، مغضوب حاسدان و بدخواهان واقع می‌شوند. کشف و محاسبهٔ عدد پی و سینوس زاویهٔ یک درجه، گنجینه‌ای گرانبهاست و بسیاری می‌خواهند آن را به خود نسبت دهند، معین به هرات می‌گریزد تا با عرضهٔ رساله‌ای از غیاث‌الدین، حقیقت را افشا کند اما در آخرین لحظه، رساله ربوده می‌شود و …